# AEGON Pro Series Sutton 2010
L'AEGON Pro Series Sutton 2010 è stato un torneo di tennis facente parte della categoria ITF Women's Circuit nell'ambito dell'ITF Women's Circuit 2010. Il torneo si è giocato a Sutton in Gran Bretagna dall'1 al 7 febbraio 2010 su campi in cemento e aveva un montepremi di $25 000.

## Vincitrici

### Singolare
Andrea Hlaváčková ha battuto in finale  Mallory Cecil con il punteggio di 6–1 4–6 6–4

### Doppio
Irini Georgatou /  Valerija Savinych hanno battuto in finale  Naomi Cavaday /  Heather Watson con il punteggio di 7–5 2–6 [10–8]